# El Cristo Roto
El Cristo Roto de la Isla es una de las cinco esculturas más grandes de México. Se encuentra edificada en el corazón de la Presa Presidente Calles, en el municipio de San José de Gracia, Aguascalientes, en México. Mide 25 metros y está montada en una base de 3 metros de concreto premezclado y acero reforzado dando un total de 28 metros de altura. 
La imagen está inspirada en el  éxodo ante la catástrofe de la que fue objeto la población, además de ser un recordatorio de los enfermos y oprimidos.

## Historia del Cristo Roto
Sus orígenes se remontan al tiempo de la congregación de indígenas chichimecas que provenían de inmediaciones de Tepatitlán, Jalisco. En aquel tiempo huían de las invasiones al reino de Michoacán realizadas por los españoles. Se establecieron en las faldas de la Sierra Fría, en un lugar que al paso del tiempo se llamaría de Martha, entre los años 1673 y 1675. En 1928, con motivo de la construcción de la Presa Presidente Calles, quedó suprimida la cabecera municipal, siendo decretada nuevamente en 1934 y confirmado como municipio en 1953. 
La pequeña comunidad era conformada por dieciséis familias y subsistía de la caza, la pesca, corte y labrado de madera. Era encabezada por el indio Juan Domínguez. Esta estaba conformada por hombres, mujeres y niños y su manera de vestir era nahua: de manta, cabello largo, usaban como arma de defensa el arco y la flecha, sus viviendas eran de piedra, barro y zacate. Fueron conformando su pequeña sociedad que comúnmente se les llamaba Jacales.
Dentro de los vestigios históricos más sobresalientes de la historia regional, se encuentran memorias del nombramiento al antiguo pueblo como San Joseph en honor del hijo del rey Fernando VII (Joseph Villaseñor) en 1862.
En la época de Independencia, el cura Miguel Hidalgo y Costilla llegó a esta tierra dejando una huella imborrable en este pueblo dentro de la Ruta de la Libertad después de haber sido derrotado en el Puente de Calderón, el 19 de enero de 1811. Se refugió en los brazos de este acogedor nicho social por cinco días y posteriormente partió hacia la Hacienda de Pabellón de Hidalgo en dónde se le quitó el mando como líder del movimiento Insurgente.
En la vida del pueblo ocurrió un acontecimiento que cambió la forma de pensar de los habitantes y que, sin duda alguna, acrecentó la devoción religiosa en la cristiandad: la llegada del Señor Original, la imagen más querida y venerada por aquellos fieles moradores. Cuenta la leyenda que este Cristo llegó dentro de una caja de madera, transportado por una mula. Dicho animal, después de vagar algunos días por las calles, se dirigió hacia la puerta principal del templo. Ningún arriero era su dueño. Al ver al animal afuera de la iglesia, algunos hombres introdujeron la caja en el lugar. Al destaparla, se sorprendieron al ver lo que contenía: una hermosa imagen de Cristo Redentor Crucificado. Repicaron las campanas para reunir al pueblo, lo llevaron en peregrinación, lo aclamaron con cantos, rezos y oraciones, pidiendo por sus cosechas y la bendición para sus familias. 
En 1926 iglesia y gobierno viven una abierta confrontación: la Guerra Cristera. Fuertes embates de generales contra religiosos sucedieron en la serranía y en las calles de San José, todo esto por la lucha de un reparto justo de sus tierras.
Dentro de este mismo año, el gobierno del presidente Plutarco Elías Calles decidió construir la primera obra hidráulica del país, utilizando para ello los terrenos comunales y ejidales. La construcción duró aproximadamente un año, iniciando el 30 de mayo de 1927 y concluyéndose el 30 de junio de 1928. Esta gran cortina de concreto conformaría el Primer Distrito de Riego de Almacenamiento de Agua para la irrigación agrícola del Bajío del Valle de Aguascalientes. 
Pero el cauce de la presa sería tan grande que aquel pueblo tan pequeño en donde la torre del templo se distinguía a lo lejos, sería arrasado por los niveles, esta llegando a una desaparición absoluta.
Para 1930 el Pueblo Viejo de San José había sido abandonado. Sin embargo, gracias a la decisión de personajes como Antonio Ventura Medina, Rafael González Guerra y Juan García, entre otros, de fundar un nuevo poblado y con la ayuda de ejidatarios que se disputaron la tierra para encontrar un lugar seguro para vivir, el pueblo resurgió como San José de Gracia.

## Semana Santa

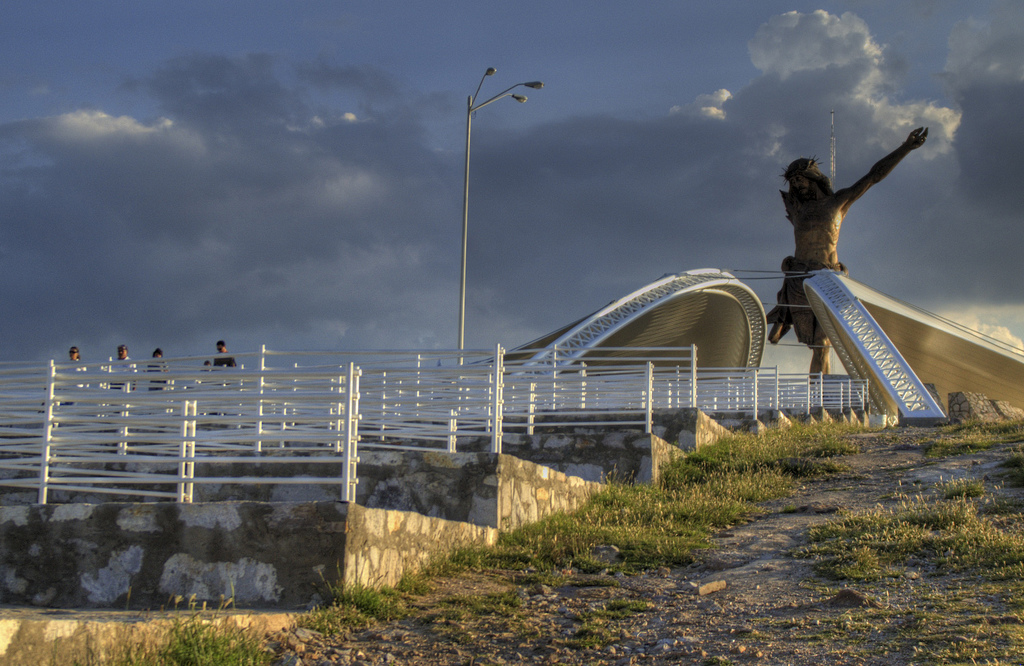
Santuario del Cristo Roto.

El proyecto surge con la necesidad de ofrecer a turistas y a los habitantes un espacio dedicado a formar parte de las costumbres y las tradiciones religiosas relacionadas con la Semana Santa en San José de Gracia, una festividad que lo ha hecho identificar por generaciones.

## Acceso
El acceso es únicamente vía acuática: lo visitantes suben a unas lancha con todas las medidas de seguridad hasta llegar a la isla; después se tiene que subir una escalinata, para así llegar al santuario.
En la isla donde está ubicado se encuentra el Santuario del Cristo Roto, donde se pueden apreciar los distintos tipos de cristos a escala que se albergan en las iglesias del estado, cada uno con su descripción y milagros que han concedido.